# Crise do Congo
A Crise do Congo (1960–1965) foi um período de agitação durante o desenvolvimento da primeira República Democrática do Congo, que começou com a independência nacional contra a tutela da Bélgica, e terminou com a tomada do poder por Joseph Mobutu. A crise tomou várias formas, entre as quais pode-se destacar as lutas anti-coloniais, os conflitos tribais, uma guerra separatista na província de Catanga, uma intervenção para a manutenção da paz das Nações Unidas, e quando o país foi o cenário de disputa por influência na África entre os EUA e a União Soviética durante a Guerra Fria. A crise causou a morte de cerca de 100 mil pessoas, bem como uma derrota traumática para as Nações Unidas. A morte de duas pessoas importantes marcaram a crise: o primeiro-ministro Patrice Lumumba, assassinado em 1961, e o Secretário Geral da ONU, Dag Hammarskjöld, que morreu em um acidente de avião.